# 高嶋屋
高嶋屋（たかしまや）は、歌舞伎役者の屋号。

## 解説
初代市川右團次の実父・四代目市川小團次の実家が、江戸市村座の火縄売り高島屋だったことにその名は由来する。
右團次は小團次の実子だが、長兄に養子の初代市川左團次がおり、これが役者としてすでに大成していたため、小團次はこの子をあえて役者にしようとはしなかった。そこで生後間もなく大坂道頓堀の芝居茶屋・鶴屋に丁稚奉公に出すが、実際は体よく養子に出したようなものだった。しかし右團次は成長しても商いには一向に興味を示さず、芝居の真似事ばかりしていたので実家に追い返されてしまう。そこで出戻って晴れて役者に転身、やがて初代市川右團次を襲名した。その際に屋号に選んだのが鶴屋（つるや）で、これは養育家の屋号を転用したものに他ならない。後に実家の屋号・高島屋に改めることにしたが、養兄の左團次や異母弟の五代目小團次に遠慮して「島」の字を「嶋」に差し替え高嶋屋としている。
高嶋屋の代表的な名跡には以下のものがある。なお参考までに定紋も併せて記した。
| 屋号              | 名跡                         | 定紋                     | 定紋 | 備考                                                                                      | 備考 |
| ----------------- | ---------------------------- | ------------------------ | ---- | ----------------------------------------------------------------------------------------- | ---- |
| たかしまや 高嶋屋 | いちかわ うだんじ 市川右團次 | みますに みぎ 三升に右   |      | 初代は、はじめ「鶴屋」。 ただし代々の右團次は通常 替紋の「松皮菱に鬼蔦」 を使用している。 |      |
| たかしまや 高嶋屋 | いちかわ うのすけ 市川右之助 | さんば とびづる 三羽飛鶴 |      |                                                                                           |      |
| たかしまや 高嶋屋 | いちかわ さいにゅう 市川齊入 | みぎ みつどもえ 右三ツ巴 |      | 初代の定紋は、三升。                                                                      |      |

### 門弟筋
| 屋号              | 名跡                           | 定紋                                | 定紋 | 備考                 |
| ----------------- | ------------------------------ | ----------------------------------- | ---- | -------------------- |
| たかしまや 高嶋屋 | いちかわ うじまる 市川右治丸   | （不詳）                            |      | 初代は「鶴屋」。     |
| たかしまや 高嶋屋 | いちかわ つるのすけ 市川鶴之助 | さんば とびづる 三羽飛鶴            |      |                      |
| たかしまや 高嶋屋 | いちかわ ういち 市川右一       | （不詳）                            |      | 後の「市川右太衛門」 |
| たかしまや 高嶋屋 | いちかわ うしょう 市川右升     | （不詳）                            |      | 後の「上村吉彌」     |
| たかしまや 高嶋屋 | いちかわ うじゃく 市川右若     | まつかわびしにひめつた 松皮菱に姫蔦 |      | 三代目右團次一門     |